# Zoetis
Zoetis — международная фармацевтическая компания со штаб-квартирой в Парсиппани-Трой-Хиллс (штат Нью-Джерси, США). Специализируется на ветеринарных препаратах. Была образована в 2012 году отделением от Pfizer. В списке крупнейших публичных компаний мира Forbes Global 2000 за 2021 год Zoetis заняла 723-е место (1469-е по обороту, 405-е по чистой прибыли, 1901-е по активам и 188-е по рыночной капитализации).

## История
Подразделение ветеринарных препаратов компания Pfizer создала в 1952 году. В 1995 году оно было расширено покупкой Norden Laboratories у GlaxoSmithKline. В августе 2012 года начался процесс отделения подразделения в самостоятельную компанию; процесс был завершен в феврале 2013 года размещением акций Zoetis на Нью-Йоркской фондовой бирже. В 2015 году была куплена компания Pharmaq, в 2017 году — Nexvet, в 2018 году — Abaxis, в 2021 году — австралийская компания Jurox.

## Деятельность
Компания является крупнейшим в мире производителем медикаментов для животных. Более половины продаж (58 %) приходится на препараты для кошек и собак, 20 % — для крупного рогатого скота, 9 % — для свиней, 7 % — для птиц, 3 % — для лошадей, 2 % — для рыб. Основными категориями препаратов являются вакцины (22 % продаж), средства против паразитов (21 %), противоинфекционные препараты (16 %), дерматологические средства (15 %).
Главная научно-исследовательская лаборатория находится в Каламазу (штат Мичиган), другие лаборатории компании имеются ещё в ряде городов США, а также в Бельгии, Бразилии, Китае, Австралии, Дании, Испании и Вьетнаме. Производственные мощности находятся в Мичигане, Калифорнии, Айове, Северной Каролине и Небраске, а также в Бельгии, Дании, Ирландии, Испании, Италии, Норвегии, Австрии, Австралии, Бразилии и КНР.
Основным рынком сбыта являются США — 53 % выручки, далее следуют КНР (5 %), Бразилия (4 %), Австралия, Великобритания, Канада (по 3 %), Япония, Германия, Чили, Мексика, Франция, Испания (по 2 %).